# Italcementi
Die Italcementi S.p.A. ist ein italienischer Baumittelhersteller mit Sitz in Bergamo. Das Unternehmen wurde 1864 in Bergamo gegründet. Italcementi ist heute weltweit in 22 Ländern tätig und gehört in Europa zu den größten Produzenten von Zement.

## Geschichte

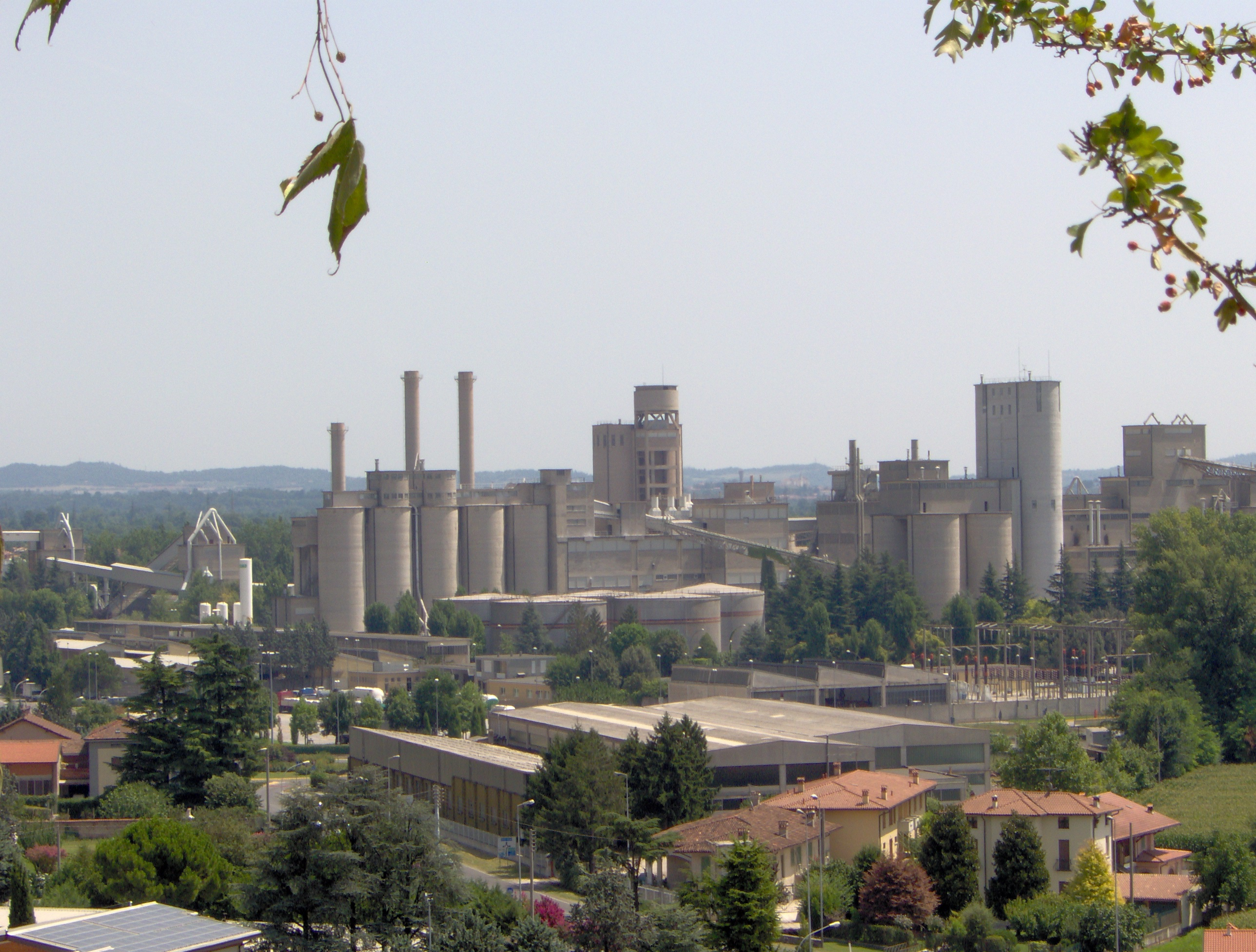
Zementfabrik Rezzato vor dem Umbau 2012–2017

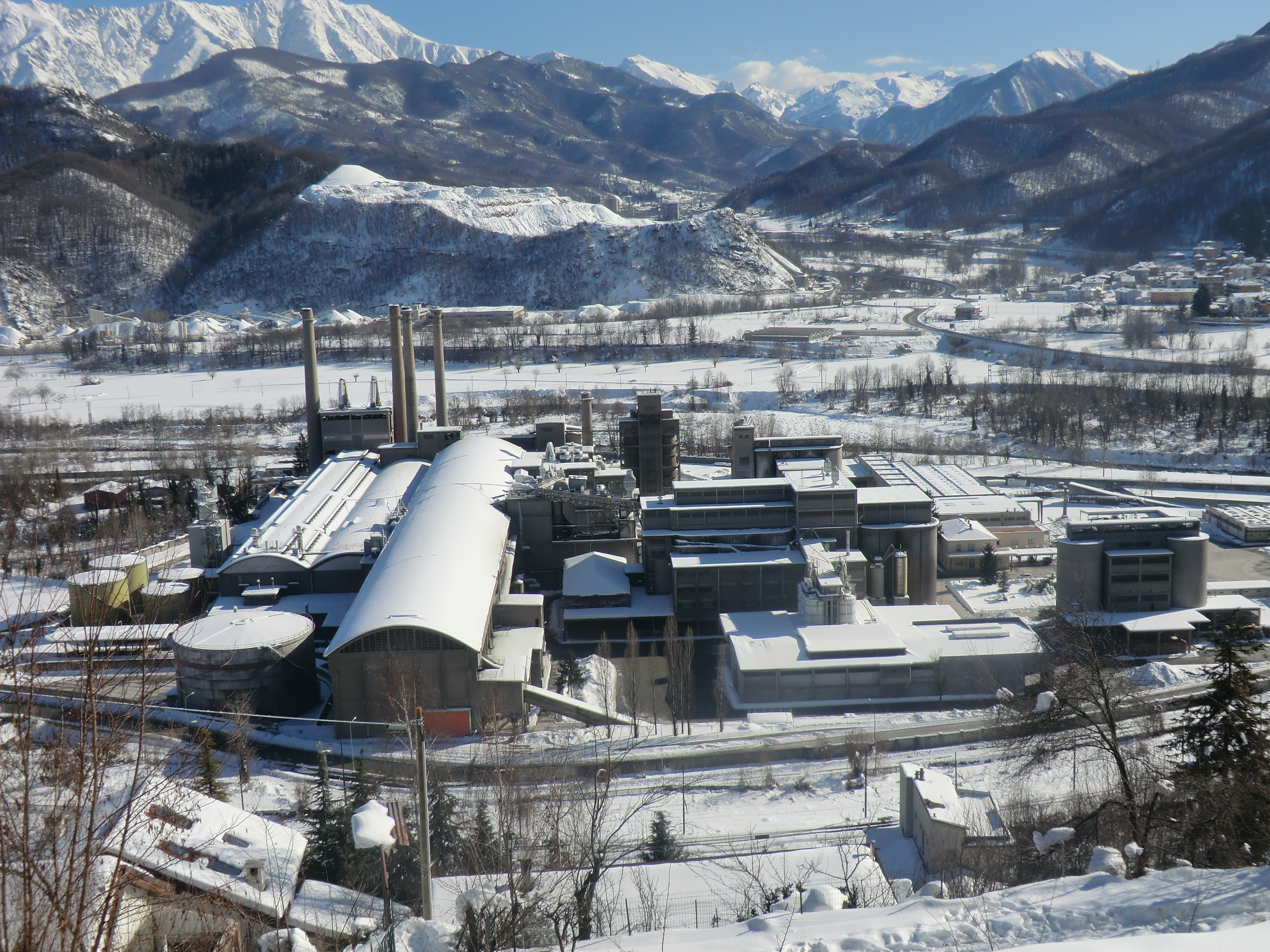
Zementfabrik Borgo San Dalmazzo

Italcementi wurde 1846 in Scanzo bei Bergamo, Italien, als Società Bergamasca für die Herstellung von Zement und hydraulischem Kalk gegründet. Das Unternehmen produzierte eine neue Zementart, den Scanzo-Zement, der an Beliebtheit gewann und in verschiedenen Projekten wie der 16-Bögen-Brücke über dem Fluss Adda, dem Bahnhof Venezia Santa Lucia und dem Suez-Kanal (Unterwasserbeton) eingesetzt wurde.
In den frühen 1920er Jahren fusionierte das Unternehmen mit dem Bauunternehmen der Familie Pesenti und gründete eine Gruppe mit 12 Werken und 1500 Mitarbeitern, die jährlich 210.000 Tonnen Zement produzierte. 1925 erfolgte der Börsengang an der italienischen Börse. Die Firma wurde 1927 in Italcementi umbenannt. In diesem Jahr gab es 33 Zementwerke mit einer Produktion von 1,8 Millionen Tonnen, das entspricht 44 % des italienischen Marktes. Die Firma wurde von Cesare Pesenti gesteuert. In den fünfziger Jahren lieferte Italcementi den Zement für den Bau des Pirelli-Turms.
1992 erfolgte die Übernahme von Ciments Français, wodurch der Konzern zum größten Zementhersteller der Welt wurde. Seit 1998 ist er durch Akquisitionen neuer Zementwerke in Bulgarien, Kasachstan, Thailand, Marokko, Indien, Ägypten, Kuwait und den Vereinigten Staaten weiter gewachsen.
Während der Weltausstellung in Schanghai im Jahr 2010 führte Italcementi den ersten transparenten Zement (geschützt als i.light) ein, bei dem thermoplastisches Polymerharz in die spezielle Zementmischung eingesetzt wurde. Im Jahr 2007 führte Italcementi einen neuen Zement ein, der Smog mit verbessertem Titandioxid beibehält. 2015 führte Italcementi einen smogreinigenden biodynamischen Zement mit photokatalytischen Eigenschaften ein. Er wandelt die in der Außenluft enthaltenen Schadstoffe in inerte Salze um.
2015 unterbreitete der deutsche Konzern HeidelbergCement ein Angebot zur Übernahme von zunächst 45 % der Aktien für 1,7 Mrd. Euro und hat am 12. Oktober 2016 die restlichen Aktien erworben, so dass HeidelbergCement nun alleiniger Aktionär von Italcementi ist.